# Сейсмічність Куби
Територія Куби — характеризується посиленою сейсмічністю.

## Загальна характеристика
Підвищеною сейсмічністю характеризується вся східна Куба, особливо південні схили Сьєрра-Маестри, сполучені з глибоководним жолобом Кайман, де інтенсивність землетрусів досягає 7-8 балів (за шкалою Ріхтера). Меншою сейсмічністю 4-5 балів (за шкалою Ріхтера) характеризуються південні райони західної Куби, район Гавани і південна частина гірського масиву Ескамбрай.

## Землетруси XXI століття

### 2014
9 січня, близько 16:00 (за місцевим часом), біля узбережжя Куби стався помірний (за шкалою інтенсивності МSK-64) землетрус магнітудою 5,0 балів (за шкалою Ріхтера).

### 2016
25 січня, за повідомленням Центральної станції національної сейсмологічної служби країни, на сході Куби стався сильно відчутний (за шкалою інтенсивності МSK-64) землетрус магнітудою 4,7 балів (за шкалою Ріхтера). Епіцентр землетрусу було  зафіксовано за 40  км на північний захід від міста Сантьяго-де-Куба. Гіпоцентр землетрусу залягав на глибині 5 км. Коливання ґрунту відчувалося у всіх муніципіях східної провінції Сантьяго-де-Куба, а також у провінціях Гранма, Ольгін і Гуантанамо. 

### 2022
23 березня, за повідомленням Національного центру сейсмологічних досліджень (Cenais), на сході Куби стався помірний (за шкалою інтенсивності МSK-64) землетрус магнітудою 5,2 балів (за шкалою Ріхтера). Епіцентр землетрусу був зафіксований за 150 км на південь від Майсі (провінція Гуантанамо). Гіпоцентр землетрусу залягав на глибині 11 км.

### 2024
10 листопада, за повідомленням новинного ресурсу The Independent, на сході Куби стався сильно помірний (за шкалою інтенсивності МSK-64) землетрус магнітудою 6,8 балів (за шкалою Ріхтера). За даними Геологічної служби США, епіцентр землетрусу знаходився приблизно за 40 км на південь від міста Бартоломе Масо. Поштовхи відчувалися по всій східній частині Куби, в тому числі у великих містах, зокрема Сантьяго-де-Куба. Повідомлень про руйнування чи постраждалих — не надходило.